# Rhodostrophia muscosa
Rhodostrophia muscosa là một loài bướm đêm trong họ Geometridae.